# Идиопатска хиперкалциурија
Идиопатска хиперкалциурија је метаболички поремећај који се карактерише прекомерним излучивањем калцијума мокраћом, без истовремене присутне хиперкалцемије у крви и без другог познатог узрока хиперкалциурије. Она настаје када је количина излученог калцијума у мокраћу већа од 4 mg/kg/ 24 h (> 0.1-0.125 mmol/kg/24 H) или када је однос калцијум / креатинин већи од 0,21 mg/mg
Наиме за разлику од класичне хиперкалциурије, изазване прекомерном хиперкалцемијом у крви и појавом камена у бубрегу, идиопатска хиперкалциурија се клиничка, лабораторијски, и радиографски дијагностикује као стања без истовремено присутне хиперкалцемије у крви или било ког другог познатог узрока хиперкалциурије, са прекомерним измокравањем калцијума.

## Историјат
Лангман и Мур су 1984. године, дефинисали идиопатску хиперкалциурију као метаболички поремећај који се карактерише прекомерним лучењем калцијума у мокраћи, без истовременп присутне хиперкалцемије или било ког другог познатог узрока хиперкалциурије.

## Основне поставке
Расподела калцијума у телу
Калцијум је најзаступљенији електролит у људском телу, који код здравог одраслог човек чини око 2% његове телесне масе, док након рођења он чини чини тек 0,9% телесне масе новорођенчета. Око 99% калцијума у телу налази се у костима и то највише у облику хидроксиапатит кристала, док се остатак (1%) налази у зубима, меком ткиву и вантелесној течности.
Калцијум се у крвној плазми налази се у три облика:
- Као калцијум везан за протеине (40%), који се у том се облику не филтрира кроз бубрежне гломеруле,
- Каао јонизирајући облик (48%), који се у том облику филтрира кроз бубрежне гломеруле.
- Као део сложеног молекула калцијума (12%), који се, такође, у том облику филтрира кроз бубрежне гломеруле.

Сложени молекул чине међусобно повезани калцијум и различити анјони као што су фосфати, цитрати и бикарбонати. Албумини вежу 90% калцијума у плазми а остатак калцијума везано је за глобулине.
Апсорпцја калцијума у бубрезима
У бубрежним гломерулима одвија се филтрација калцијума у јонизирајућем облику и у облику сложеног молекула калцијума. Путујући кроз остатак нефрона као део гломелуралног филтрата у појединим његовим деловима догађају се процеси битни за одржавање хомеостазе калцијума.
У тренутку равнотеже, количина калцијума која се излучује бубрегом једнака је количини калцијума која се апсорбује у цревима осим код деце у расту када се излучују мање количине калцијума због његова одлагања у костима. Већина, односно 70% калцијума апсорбује се у проксималном
тубул, где се апсорбује и највише соли, хлорида, фосфата, аминокиселина и глукозе тако да његова апсорпција овде зависна од апсорпцији тих супстанци што је изузетно важно знати за исхрану која ће се на основу тог сазнања променити и прилагодити како би се могло деловати на
реапсорпцију калцијума односно напослетку на хиперкалциурију.
У узлазној хенлеовој петљи бубрега апсорбује се 20% калцијума, највећим делом пасивним преносом, а само 10% у дисталном тубул и то активним ћелијским преносом.

## Епидемиологија
Учесталост идиопатске хиперкалциурије која је код деце различита, и креће се између 2,9% i 10%, условљена је животом у различитим географским и климатским областима, специфичним факторима исхрани и генетским фактора.
Полне разлике
Идиопатска хиперкалциурија је подједнако заступљена код особа оба пола.
Старосне разлике
Може се јавити у било ком животном узрасту, укључујући и новорођеначки. Међутим идиопатска хиперкалциурија најучесталија је у деце између 4 и 8 године живота.

## Етиопатогенеза
Хиперкалциурија је класификована у две основне групе, као идиопатска и секундарна. Идиопатска хиперкалциурија је метаболички поремећај који се карактерише прекомерним лучењем калцијума у мокраћи без истовремено присутне хиперкалцемије (повишених ниво калцијума у серуму), и без неког познатог узрока хиперкалциурије.
Идиопатска хиперкалциурија према начину настанка дели се на више типова:
Тип I - апсорптивна идиопатска хиперкалциурија
Овај тип идиопатске хиперкалциурије узрокован је повећаном цревном апсорпцијом калцијума, која може бити последица повећане апсорпције калцијума директно кроз епителне ћелије.
Тип II - апсорптивна идиопатска хиперкалциурија
За разлику од типа I овај тип идиопатске хиперкалциурије узрокован је повећањем индиректне међућелијске апсорпције калцијума која је регулисана витамином Д, а настаје у условима његовог присутсва у прекомерним количинама.
Тип III - апсорптивна идиопатскa хиперкалциуријa
Овај тип идиопатске хиперкалциурије, коју називамо и апсорптивна хиперкалциурија, карактерише се смањена реапсорпција фосфора у бубрежним тубулима.
Тип IV - ренална идиопатска хиперкалциурија
Овај тип идиопатске хиперкалциурије, коју називамо и ренална (бубрежна) идиопатском хиперкалциурија, карактерише се смањеном реапсорпцијом калцијума у бубрежним тубулима.
Тип V - ресорптивна идиопатска хиперкалциурија
Овај тип идиопатске хиперкалциурије, коју називамо и ресорптивна хиперкалциурије, изазвана је повећаним излучивањем калцијума у мокраћи због повећане ресорпција калцијума из кости. Најчешће је последица хиперпаратироидизма.
Истраживања су показали да деловање витамина Д приликом уноса нормалних количина калцијума храном повећава његову апсорпцију у цревима, и кључни је чинилац у настајању идиопатске хиперкалциурије повезани с калцитриолом, као и да код оних људи који узимају храну осиромашену калцијумом, повишени калцитриол делује на негативну равнотежу калцијума који се тада због повећане ресорпције из костију повећано излучује мокраћом. Слично описаном, вишак витамина Д делује на повећану цревну апсорпцију калцијума и на тај начин утиче непосредно на појаву хиперкалцемије односно превелике количине калцијума у крви што има за последицу прекомерно излучивања калцијума мокраћом.
Морбидитет у хиперкалциурији зависи од два одвојена фактора;
- Камена у бурегу. Камен у бубрегу код ових болесника је изузетно болно стање због истезања, дилатације и грча уретера и бубрега, изазване акутном опструкцијом.
- Болест и костију, праћеном деминерализацијом која доводи до остеопениије и остеопорозе. Код хиперцалциурије болесници имају нижи просечну коштану густину у однсо на узраст и пол. Штавише, у поређењу са нормокалциуријом, хиперкалциурични пацијенти имају просечну густину костију која је нижа 5-15%.[7]

## Дијагноза
У дијагностици хиперкалциурије мери се количина калцијума у 24 часовној мокраћи и одређује однос - или индекс калцијум / креатинин (Ca/Cr).
Индекс Ca/Cr
| Параметар                                 | Пре оптерећења | После оптерећења |
| ----------------------------------------- | -------------- | ---------------- |
| Нормално                                  | до 0,337       | до 0,563         |
| Ресорптивна хиперкалциуријa               | до 0,337       | ≥ 0,564          |
| Апсортивна хиперкалциуријa                | ≥ 0,338        | ≥ 0,564          |
| Ренална/ресорптивна хиперкалциуријa       |                |                  |
| Ренална хиперкалциурија cAMP повећан PTH, |                |                  |

У ту сврху користи се тест оптерећења калцијумом који служи за разликовање три типа хиперкалциурије (апсорптивне, бубрежне и ресорптивне).
У 20% пацијената и поред спроведеног Протокола лабораторијских испитивања узрок хиперкалциурије остаје неоткривен (идиопатска хиперкалциурија).

## Диференцијална дијагноза
Стања и болести која спадају у диференцијалну дијагнозу хиперкалциурије
| - Хиперкалцемија - Хипероксалурија - Дентова болест - Хиперпаратироидизам - Хипервитаминоза Д - Нефролитијаза - Остеопороза - Пијелонефритис - Рахитис - Саркоидоза - Инфекција мокраћног система | - Уролитијаза - Акутни постстрептококни гломерулонефритис - Бартеров синдром - Поремећај минерализације кости - Енуреза - Хематурија - Хипофосфатемични рахитис - ИгА нефропатија - Јувенилни идиопатски артритис - Нефритис - Вилмсов тумор - Ксантинурија |

## Терапија
У терапији ове болести најважнија је промена режима и навика у исхрани. Промена исхране чини основу терапије идиопатске хиперкалциурије у деце јер је излучивање калцијума мокраћом значајно повезано са уносом соли, протеина, калијума, фосфора и калцијума храном. Ограничавање уноса соли и додатак калијума исхрани су талође веома битни елементи лечења хиперкалциурије.
Драстична рестрикција уноса протеина и калцијума не препоручује се код деце јер може угрозити њихов раст због недостатка притеина и ресорпцију калцијума из кости, са последичним смањењењем минерализације у костима.
Код деце са озбиљном остеопенијом и перзистентном хиперкалциуријом као једна од могућности у терапије болести може се размотрити примена бисфосфоната у циљу побољшања густине костију.